# Potamilla torelli
Potamilla torelli är en ringmaskart som först beskrevs av Anders Johan Malmgren 1866. Enligt Catalogue of Life ingår Potamilla torelli i släktet Potamilla och familjen Sabellidae, men enligt Dyntaxa är tillhörigheten istället släktet Potamilla och familjen Sabellariidae. Arten har ej påträffats i Sverige. Inga underarter finns listade i Catalogue of Life.